# Élections législatives christophiennes de 2020
Les élections législatives christophiennes de 2020 ont lieu le 5 juin 2020 afin de renouveler onze des quinze sièges de l'Assemblée nationale de Saint-Christophe-et-Niévès.
La coalition du gouvernement sortant remporte une large victoire, permettant à Timothy Harris de se maintenir au poste de Premier ministre.

## Contexte

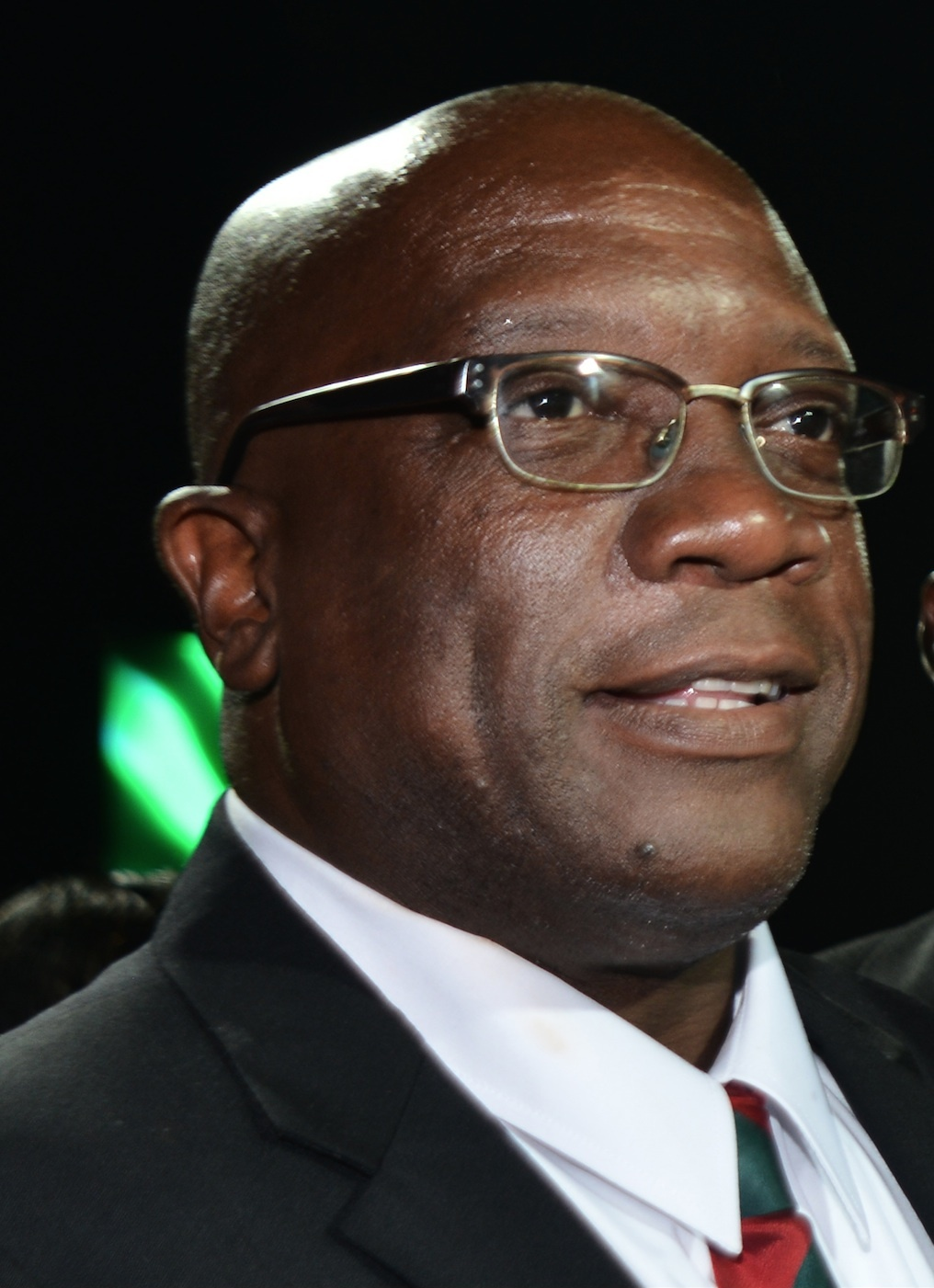
Timothy Harris.

Aux élections précédentes en 2015, le Parti travailliste du Premier ministre Denzil Douglas connait un fort recul et perd la moitié de ses six sièges. Douglas, qui était au pouvoir depuis 1995, reconnait sa défaite et cède sa place à Timothy Harris, chef du Parti travailliste du peuple et de la coalition "Équipe unité" réunissant son parti ainsi que le Mouvement d'action populaire et le Mouvement des citoyens conscients. La coalition est reconduite pour ce scrutin, chacun des partis la composant s'abstenant de présenter des candidats dans les circonscriptions concouru par un autre, selon une répartition conclue à l'avance.
Les élections de 2020 se déroulent alors que les autorités estiment avoir surmonté « la première vague » de la pandémie de Covid-19 qui a atteint le pays en mars. Les quinze personnes identifiées comme ayant été atteintes par la maladie sont toutes guéries depuis la mi-mai. L'opposition dénonce cependant l'utilisation du confinement comme un outil par le gouvernement sortant afin de s'assurer un avantage au cours de la campagne, les candidats ordinaires ayant été tenus à domicile comme le reste de la population tandis que les membres du gouvernement occupaient librement le terrain et l'espace médiatique. Le jour du scrutin, dans les bureaux de vote, les électeurs sont tenus de porter un masque, se désinfecter les mains et respecter la distanciation sociale.

## Système politique et électoral

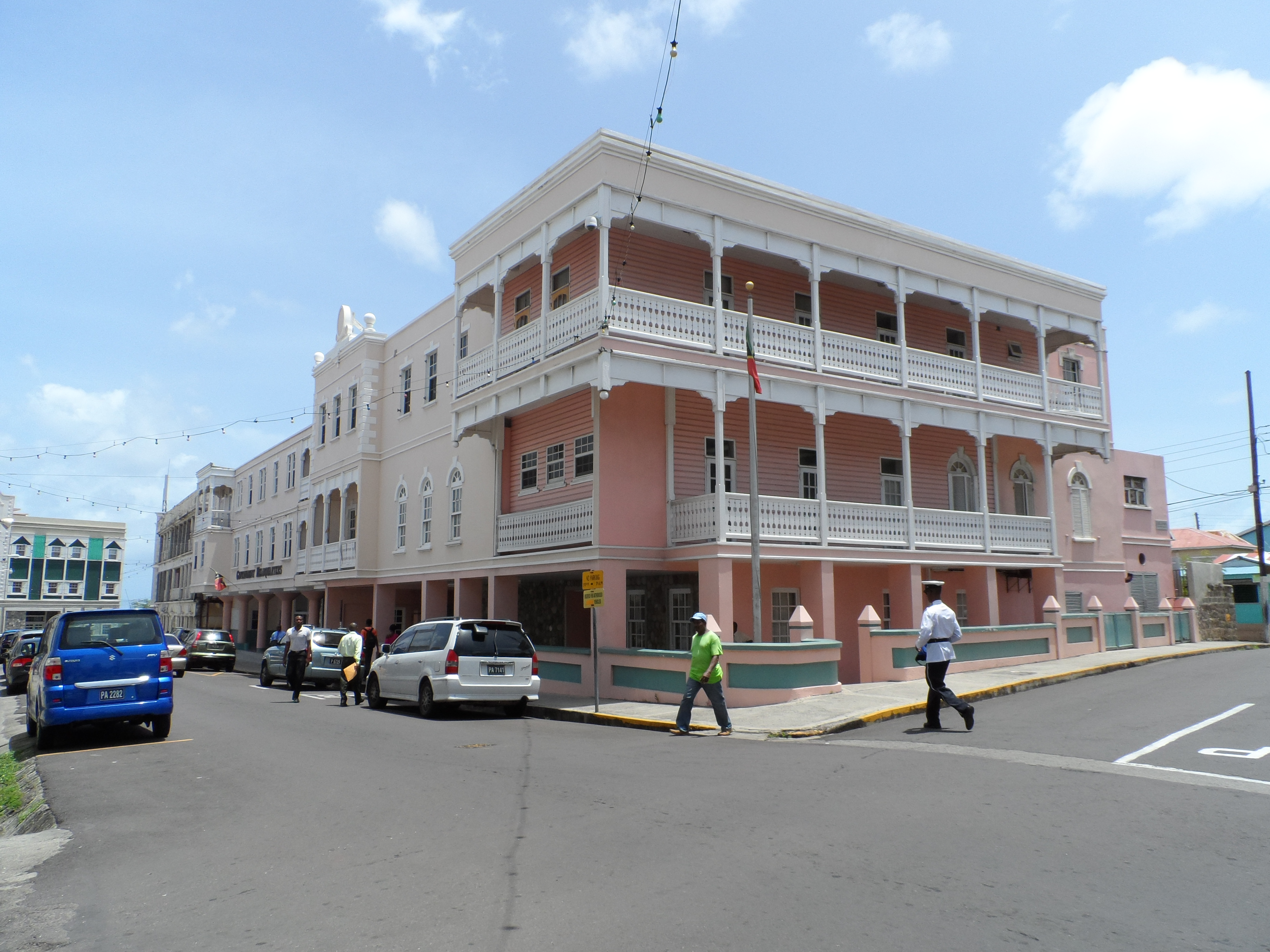
Bâtiment de l'assemblée.

Saint-Christophe-et-Niévès est un royaume du Commonwealth, un État fédéral pleinement indépendant dans les Caraïbes ayant conservé la reine Élisabeth II comme chef symbolique et cérémoniel de l'État. Cette dernière est représentée par un gouverneur général choisi par le gouvernement christophien. C'est une monarchie parlementaire et une démocratie multipartite. 
L'unique chambre du parlement, l'Assemblée nationale, est composée de 14 à 15 membres dont 11 représentants élus pour cinq ans au scrutin uninominal majoritaire à un tour dans autant de circonscriptions (8 à Saint-Christophe et 3 à Niévès). Les 3 autres, appelés sénateurs, sont nommés par le gouverneur sur proposition du premier ministre pour deux d'entre eux et du chef de l'opposition pour le troisième.
Le procureur général, s'il n'est pas déjà membre de l'assemblée, devient membre de droit, ce qui porte le plus souvent le total des membres de l'assemblée à 15. Le vote n'est pas obligatoire.

## Résultats
|                           |                                         |                                      |                                      |                                      |        |               |  |  |  |
| Partis                    | Partis                                  | Voix                                 | %                                    | +/-                                  | Sièges | +/-           |  |  |  |
|                           | Parti travailliste (SKNLP)              | 10 316                               | 37,09                                | 2,18                                 | 2      | 1             |  |  |  |
|                           | Mouvement d'action populaire (PAM)      | 8 067                                | 29,00                                | 1,10                                 | 4      | en stagnation |  |  |  |
|                           | Parti travailliste du peuple (PLP)      | 3 681                                | 13,23                                | 4,24                                 | 2      | 1             |  |  |  |
|                           | Mouvement des citoyens conscients (CCM) | 3 510                                | 12,62                                | 0,42                                 | 3      | 1             |  |  |  |
|                           | Parti réformateur de Niévès (NRP)       | 2 232                                | 8,02                                 | 2,79                                 | 0      | 1             |  |  |  |
|                           | Indépendant                             | 11                                   | 0,04                                 | -                                    | 0      | en stagnation |  |  |  |
|                           | Sénateurs, membres nommés               | Sénateurs, membres nommés            | Sénateurs, membres nommés            | Sénateurs, membres nommés            | 3      | en stagnation |  |  |  |
|                           | Procureur général, membre ex-officio    | Procureur général, membre ex-officio | Procureur général, membre ex-officio | Procureur général, membre ex-officio | 1      | en stagnation |  |  |  |
|                           |                                         |                                      |                                      |                                      |        |               |  |  |  |
| Suffrages exprimés        | Suffrages exprimés                      | 27 817                               | 99,23                                |                                      |        |               |  |  |  |
| Votes blancs et invalides | Votes blancs et invalides               | 215                                  | 0,77                                 |                                      |        |               |  |  |  |
| Total                     | Total                                   | 28 032                               | 100                                  | -                                    | 15     | en stagnation |  |  |  |
| Abstentions               | Abstentions                             | 20 044                               | 41,69                                |                                      |        |               |  |  |  |
| Inscrits / participation  | Inscrits / participation                | 48 076                               | 58,31                                |                                      |        |               |  |  |  |

## Analyse

Parti vainqueur par circonscription.

La coalition « Équipe unité » (PAM-PLP-CCM) remporte les élections avec une large avance, décrochant la quasi-totalité des sièges dont plusieurs bastions électoraux du Parti travailliste. Le premier ministre Timothy Harris l'emporte pour sa part dans la septième circonscription avec une large avance sur son adversaire travailliste. Reconduit pour un second mandat par l'assemblée, il prête serment le 7 juin.